# Jabkîne, Kroleveț
Jabkîne (în ucraineană Жабкине) este un sat în comuna Mutîn din raionul Kroleveț, regiunea Sumî, Ucraina.

## Demografie
Componența lingvistică a localității Jabkîne
     Ucraineană (100%)
Conform recensământului din 2001, toată populația localității Jabkîne era vorbitoare de ucraineană (100%).